# Falmouth
Falmouth (en idioma córnico: Aberfal) es un pueblo y puerto marítimo en la desembocadura del río Fal, en la costa sur de Cornualles, en Inglaterra. Tiene una población, según el censo de 1999 de 20.775 habitantes. Se llamó originariamente Peny-cwm-ciuc, que se convirtió en 'Pennycomequick' (Penny ven pronto).

## El puerto de Falmouth
Falmouth es considerado famoso por su notable puerto. Junto con Carrick Roads, forma el puerto natural más grande de Europa occidental y el tercero del mundo. También es famoso por ser inicio o final de varios viajes récord alrededor del mundo, como los de Sir Francis Chichester y Ellen MacArthur. Fue también el puerto en el que el 5 de junio de 1808, desembarcó la embajada asturiana al rey Jorge III, tras declarar el Principado de Asturias la guerra a Napoleón.Cómo describe el historiador argentino José Ignacio García Hamilton en su libro Don José, El Countess of Chichester fue el primer buque de vapor que viajaba hacia el Atlántico Sur y en enero de 1829 partía del puerto de Falmouth llevando a bordo como uno de sus pasajeros al general argentino José de San Martín libertador de América quien se dirigía al puerto de Buenos Aires.
- Datos: Q478029
- Multimedia: Falmouth, Cornwall / Q478029